# Stazione di Meina
La stazione di Meina è una fermata ferroviaria posta sulla linea Domodossola-Milano. Serve il centro abitato di Meina.

## Storia
La stazione entrò in servizio nel 1905,venne trasformata in fermata nel 2009.

## Strutture e impianti
La fermata è dotata di due binari,  serviti da banchine dotate di tettoia e posti a sedere per sopperire alla mancanza della sala d'attesa. I due binari sono collegati tra loro per mezzo di un sottopassaggio. Al primo binario si può accedere entrando di fianco al fabbricato viaggiatori. Il fabbricato si sviluppa su due piani, e ad oggi risulta non più accessibile dai passeggeri. Alcuni locali sono utilizzati come sede di alcune associazioni senza scopo di lucro presenti sul territorio del comune. 
Adiacente all'edificio, sul lato principale, è presente un piccolo piazzale di parcheggio che termina con un cancello fruibile solo dagli addetti ai lavori poiché conduce al magazzino merci, ormai anch'esso in disuso.

## Movimento
La stazione è servita dai treni regionali svolti da Trenitalia (collegamenti Milano-Domodossola) svolti nell'ambito del contratto di servizio stipulato con le regioni Lombardia e Piemonte. I biglietti delle due regioni sono entrambi validi.

## Servizi
È gestita da Rete Ferroviaria Italiana che ai fini commerciali classifica l'impianto in categoria Bronze.